# Gentleman Usher of the Green Rod
Il Gentleman Usher of the Green Rod è il Gentleman Usher dell'Ordine del Cardo, carica istituzionale fondata nel 1687. 
Come nel caso del Black Rod della Camera dei Lords del Regno Unito, egli svolge le funzioni di usciere ma non ha incarichi ufficiali governativi, bensì si preoccupa di ammettere i membri dell'Ordine del Cardo a partecipare alle assemblee ufficiali dell'Ordine che si tengono annualmente. 
Il nome della carica deriva proprio dall'uso che egli fa di un'asta cerimoniale e dal colore verde del nastro dell'Ordine cavalleresco del Cardo.

## Gentleman Usher of the Green Rod dal 1714
- 1714–1761: Sir Thomas Brand
- 1762–1787: Robert Quarme
- 1787–1800: Matthew Robert Arnott
- 1800–1842: Robert Quarme il giovane
- 1842–1884: Frederic Peel Round
- 1884–1895: Sir Duncan Campbell, III baronetto (1856–1926)
- 1895–1917: Alan Murray, VI conte di Mansfield e Mansfield (1864–1935)[1]
- 1917–1939: Brigadiere generale Sir Robert Gordon Gilmour, I baronetto  (1857–1939)[2]
- 1939–1953: Colonnello Sir North Dalrymple-Hamilton (1883–1953)[3]
- 1953–1958: Tenente colonnello Sir Edward Stevenson KCVO MC (1895–1958)[4]
- 1959–1979: Tenente colonnello Sir Reginald Graham, III baronetto VC OBE (1892–1980)[5]
- 1979–1997: Contrammiraglio David Dunbar-Nasmith CB DSC (1921–1997)[6]
- 1997–oggi: Contrammiraglio Christopher Layman CB DSO LVO (n. 1938)[7]